# Aaron Bruno
Aaron Bruno (Los Angeles, Califórnia, 11 de novembro de 1978) é um músico americano. Ele é mais conhecido por ser o vocalista da Awolnation, uma banda de indie pop norte-americana, ex-lider das bandas Home Town Hero, Under the Influence of Giants e Insurgence.
Em 2004, a Home Town Hero dividiu-se logo após seu segundo EP. Aaron continuou a escrever música. em 2009 foi abordado por Red Bull Records, perguntando se ele queria o uso gratuito do estúdio de gravação da Red Bull, em Los Angeles. Ele gravou algumas músicas no estúdio, até que finalmente, assinou com a gravadora,chamando-o de uma parceria, e foi autorizado a fazer as gravações que ele queria. Ele criou a canção "Sail" em 2010 como parte do primeiro EP da Awolnation, Back From Earth.

Sail depois, estreou como número 30 na parada de canções EUA Billboard Alternative em 2011, recebendo disco de platina nos Estados Unidos e platina duplo no Canadá. Mais tarde, nesse ano, o álbum Megalithic Symphony foi lançado.

## Discografia

### Awolnation
- Megalithic Symphony (2011) – vocais, sintetizadores, bateria, percussão, teclados, guitarra baixo, Rhodes de piano, guitarra, piano.

### Under the Influence of Giants
- Heaven Is Full (2006) – vocais
- Under the Influence of Giants (2006) – vocais

### Home Town Hero
- Home Town Hero (2002) – vocais, guitarra
- Bitch City (2004) – vocais, guitarra

### Insurgence
- Let's Rock (1999) – vocais